# 7 steg
7 steg är en kommande svensk romantisk dramafilm, med premiär planerad till hösten 2025. Filmen är regisserad av Andreas Öhman, som även skrivit manus tillsammans med Veronica Maggio.

## Rollista (i urval)
- Veronica Maggio – Elle
- Joel Spira – Josef
- Filip Berg

## Produktion
Filmen är producerad av Eliza Jones och Markus Waltå för Grand Slam Filmproduktion, i samproduktion med SVT, Film Västernorrland och Film Stockholm. Filmen började spelas in i maj 2024 i Paris, för att sedan fortsätta under sommaren i Stockholm och Västernorrland.